# Klugeana philoxalis
Klugeana philoxalis là một loài bướm đêm trong họ Noctuidae.